# Giewont (singel)
Giewont (zapis stylizowany: GiEwOnT) – singel polskiego rapera Maty. Singel został wydany 13 października 2023.

## Geneza utworu i historia wydania
Utwór napisali i skomponowali Michał Matczak, Mikołaj Vargas, Roman Tulayev, Szymon Wilk i Vlodymyr Dorofeiev.
Singel ukazał się w formacie digital download 13 października 2023 w Polsce za pośrednictwem wytwórni płytowej ¸¸♬·¯·♩¸¸♪·¯·♫¸¸♫·¯·♪ w dystrybucji e-Muzyka.

## Teledysk
Do utworu powstał teledysk w reżyserii Michała Niedźwiedzkiego, Siematuhari i Mariusza Stykały, który udostępniono w dniu premiery singla za pośrednictwem serwisu YouTube.

## Lista utworów
- Digital download[2]

1. „Giewont” – 5:22

## Notowania

### Pozycje na listach sprzedaży
| Kraj   | Lista (2023)             | Najwyższa pozycja |
| ------ | ------------------------ | ----------------- |
| Polska | Billboard Poland Songs   | 7                 |
| Polska | OLiS – single w streamie | 7                 |